# Cryptocarya lyoniifolia
Cryptocarya lyoniifolia S.Lee & F.N.Wei – gatunek rośliny z rodziny wawrzynowatych (Lauraceae Juss.). Występuje naturalnie w południowo-wschodniej Chinach – w południowo-zachodniej części regionu autonomicznego Kuangsi. 

## Morfologia
PokrójZimozielone drzewo dorastające do 20 m wysokości. Gałęzie są nagie.
LiścieNaprzemianległe. Mają owalny kształt. Mierzą 7–13 cm długości oraz 3–6 cm szerokości. Są nagie. Nasada liścia jest od klinowej do zaokrąglonej. Blaszka liściowa jest o długo spiczastym wierzchołku. Ogonek liściowy jest nagi i dorasta do 10 mm długości.
OwoceMają kulisty kształt, są nagie, osiągają 8–9 mm średnicy.

## Biologia i ekologia
Rośnie w gęstych lasach. Owoce dojrzewają od października do grudnia.